# Агава американська
Агава американська (Agave americana L.; місцеві назви: англ. Century Plant — столітня рослина, англ. American-aloe — американське алое, ісп. Maguey, ісп. Pita común) — сукулентна рослина підродини агавових (Agavoideae). Типовий вид роду агава (Agave).

## Морфологічні ознаки

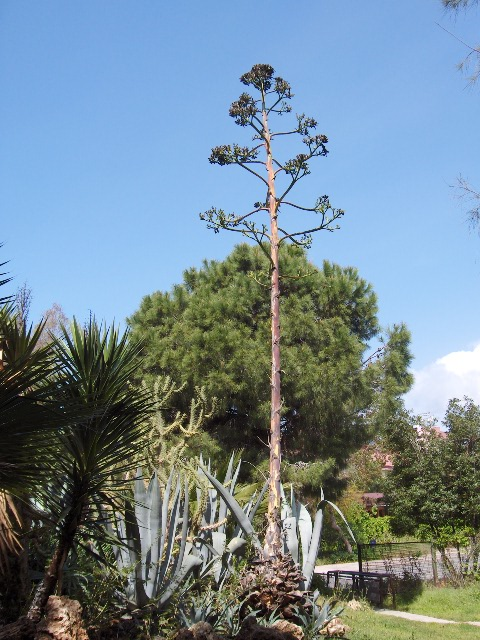
Квітконіс агави американської

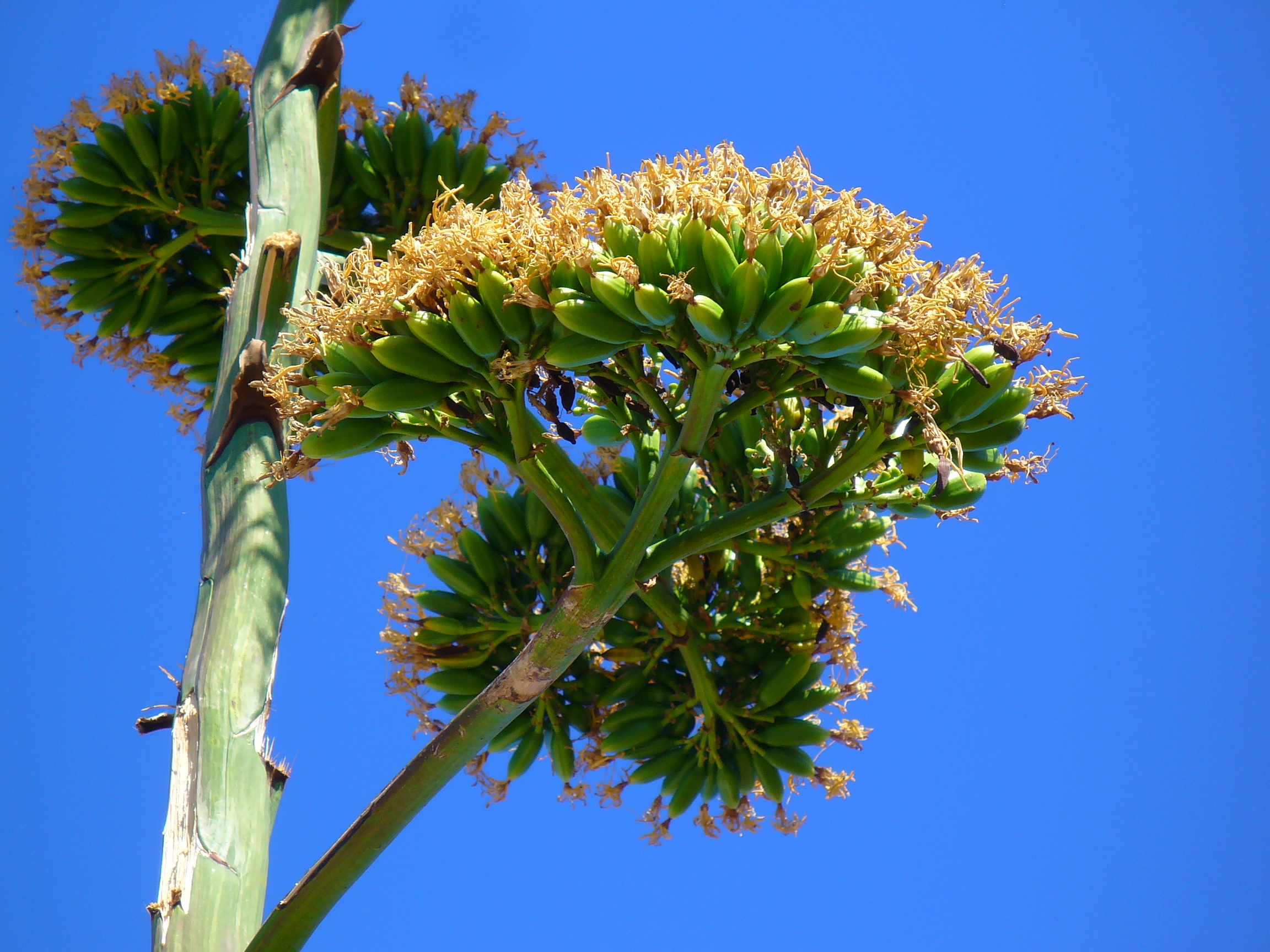
Квіти агави американської

Кущевидна рослина заввишки 1-2 м і діаметром понад 3 м з укороченим стеблом і 20-30 великими м'ясистими листями з колючим вістрям. Листки лінійні, зібрані в прикореневу розетку, завдовжки до 2 м і завширшки близько 25 см, ланцетоподібні, з колючими, зігнутими, чорно-коричневими зубчиками по краях, завдовжки 0,8-1,0 см. Кінчики листя з гострими шипами до 3 см завдовжки. З розетки листя з часом виростає величезне волотисте суцвіття (до 9 м заввишки), що має 15 — 35 китиць з безліччю воронковидних зеленувато-жовтих квіток завдовжки 7-10 см. Розетка агави монокарпічна, тобто вона цвіте і приносить плоди тільки один раз, коли рослина досягає віку 10 років або більше, після чого відмирає, але з його основи виростають численні нові пагони.

## Місця виростання
Вид мексиканського походження, але розселився практично по всіх зонах з помірним кліматом. Вважається одним з перших видів, що потрапили до Європи після завоювання Мексики. Зараз його можна зустріти в прибережних зонах Середземного моря.

## Різновиди

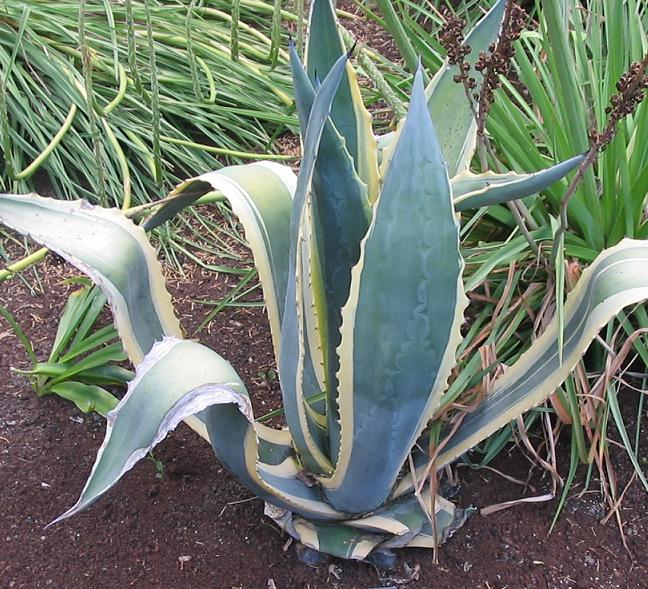
Agave americana var. marginata

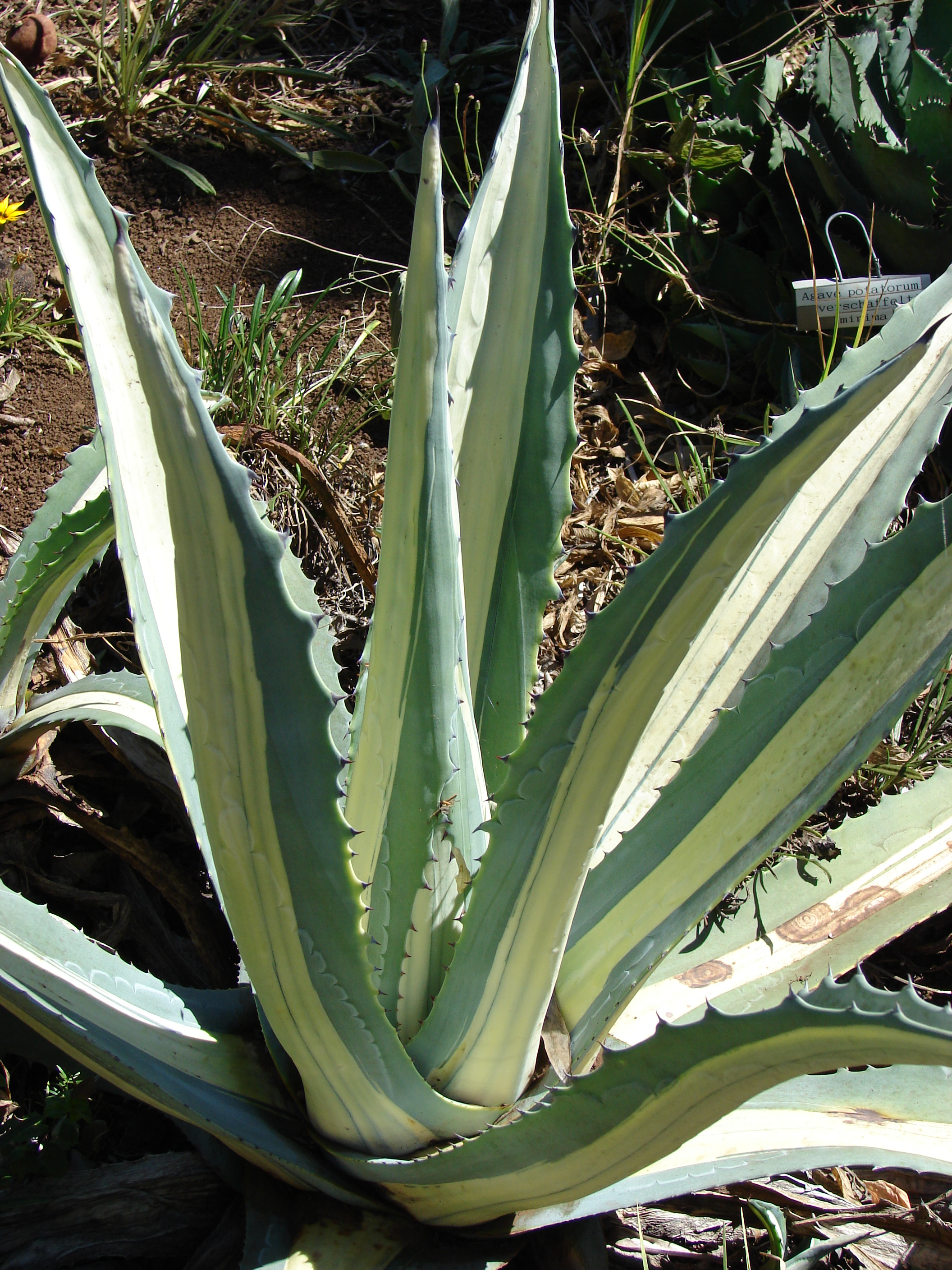
Agave americana var. mediopicta

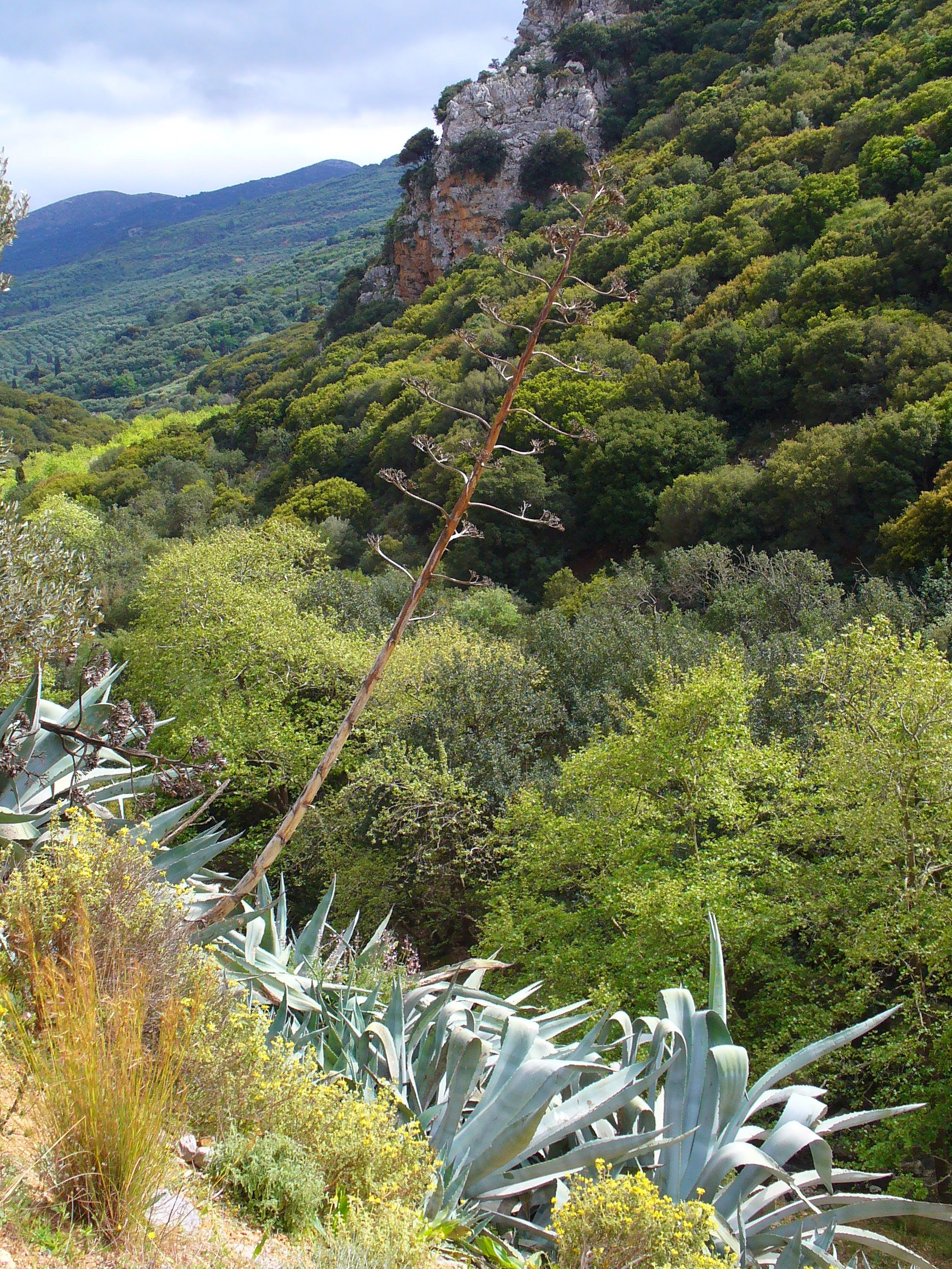
Агава американська у природному ландшафті Середземномор'я

- Агава американська, різновид жовтовідторочена (Agave americana L. var. aurea-marginata Trel.) — багаторічна рослина з сильно укороченим стеблом. Листя зібране в прикореневій розетці, довгасто — ланцетоподібне, сіро-зелене, завдовжки до 1, 5-2 м, завширшки у основі понад 15-20 см. До вершини листок переходить в міцну гостру шпильку; по краях його оздоблює світло-жовта смуга, що додає рослині дуже декоративний вигляд.
- Агава американська, різновид прикрашена (Agave americana L. var. mediopicta Trel.) — відрізняється компактною формою і білими або жовтими смужками в середній частині листка.
- Агава американська, різновид pallida (Agave americana L. var. pallida Bgr.) — край листка є блідо-зеленим.
- Агава американська, різновид striata (Agave americana L. var. striata Bgr.) — листки сіро-зелені з жовто-білими смужками в центрі.

## Лікувальні властивості
З лікувальною метою застосовуються листя і свіжий сік рослини. Зазвичай агава живе 15-20 років. Листя для лікування слід вживати від рослин не молодше трирічного віку.
Агава американська має майже такі ж хімічні та фармакологічні властивості, як і алое, але вона спеціально ще не вивчена і з лікувальною метою застосовують її тільки в народній медицині. Використовують агаву для зовнішнього застосування (при ранах, наривах та ін) і для приймання всередину (при захворюваннях шлунка, печінки, легень та ін). Препарати з цієї рослини мають знезаражувальну, протизапальну, болезаспокійливу, жарознижувальну і відхаркувальну дію.
Листя для зовнішнього застосування вживають у свіжому вигляді, розщеплюючи лист і прикладаючи його до хворого місця розрізаною стороною. Особливо хороший ефект дає застосування агави при наривах і ішиасі (запаленні сідничного нерва).
У осіб з дуже чутливою шкірою при накладанні на хворе місце і тривалому триманні агави виникає потужне печіння, але боятися такої реакції не слід: побічних явищ та ускладнень при всьому цьому не буває, і той, хто терпляче перенесе це неприємне відчуття, отримає позитивний результат від лікування. Для зменшення подразнення шкіри до хворого місця треба час від часу прикладати тонким шаром свіжий сир.
При внутрішніх захворюваннях агава вживається здебільшого у вигляді настою на воді свіжого подрібненого листя, і тільки при захворюваннях печінки та жовтяниці — у вигляді порошку. Суміш зі свіжого соку агави американської з медом застосовують всередину при туберкульозі легень і затяжному завзятому бронхіті.

### Застосування
Застосовуючи настій або відвар при шлункових захворюваннях (особливо при диспепсії), найкраще їх з'єднати з відваром полину (10 г на 150 мл) в такій пропорції: одна частина полину на п'ять частин агави; доза приймання така ж.
Готують цю лікувальну суміш так: 1 г або 20 крапель настоянки полину (або 1 ст. Ложку відвару), беруть на 5 г або 1 чайну ложку соку агави, розбавляють у 0,5 л кип'яченої води. Доза приймання: по 1 ст. ложці 3 рази щодня.
Порошок готується з розчленованого, висушеного на повітрі листа, стовченого і просіяного. Зберігати в сухому місці. Приймати по 0,2-0,5 г (брати на кінчик складаного ножа) 3 рази щодня.
Свіжий сік з агави (у поєднанні з полином) вживають замість настою або відвару по 20 крапель на ложку води, що особливо рекомендують при водянці, що починається і для нормалізації функціональної діяльності шлунка і кишківника.

## Догляд
Проста в культурі рослина, якій потрібні сонячне місце, а також злегка кисла земля з гарним дренажем. У період вегетації — рясний полив, узимку — сухе утримання. Там, де це дозволяє клімат, краще вирощувати на відкритому повітрі. Рослина досить витривала і може протягом нетривалого часу переносити зниження температури на кілька градусів нижче нуля.

## Розмноження
Розмножується насінням або прикореневими пагонами навесні або восени.